# Вальдтхаузен (замок, Рейнланд-Пфальц)
Вальдтхаузен (нем. Schloss Waldthausen) — замок в местности Леннебергвальд между Майнцем и Буденхаймом в районе Майнц-Бинген земли Рейнланд-Пфальц. Представительная резиденция и часть хозяйственных зданий построены между 1908 и 1910 годами бароном Мартином Вильгельмом фон Вальдтхаузеном (1875—1928). Проект подготовил архитектор Ганс Бюлинг. Замок создан в стиле резиденций Гогенштауфенов.

## История

### Строительство
Владелец замка, барон Мартин Вильгельм фон Вальдтхаузен, происходил из известной семьи эссенской аристократов и промышленников Вальдтхаузен. В молодости он служил капитаном в гусарском полку, который базировался в Майнце. В 1907 году барон решил построить похожую на замок резиденцию для себя и для своей семьи в Леннебергвальде недалеко от Буденхайма на живописном гребне на левом берегу Рейна. Считают, что причиной для строительства великолепного особняка послужило стремление Вальдтхаузена подражать германскому императору Вильгельму II, который трепетно относился не только к родовым замкам Гогенцоллернов, но также лично курировал возведение здания военно-морского училища Мюрвик в неоготическом стиле. С 1905 по 1913 год император также построил впечатляющий замок-резиденцию в Позене (современная Познань). Следуя этому примеру, фон Вальдтхаузен, как говорят, детально проинструктировал архитектора Ганса Бюлинга, как именно должна выглядеть семейная вилла.

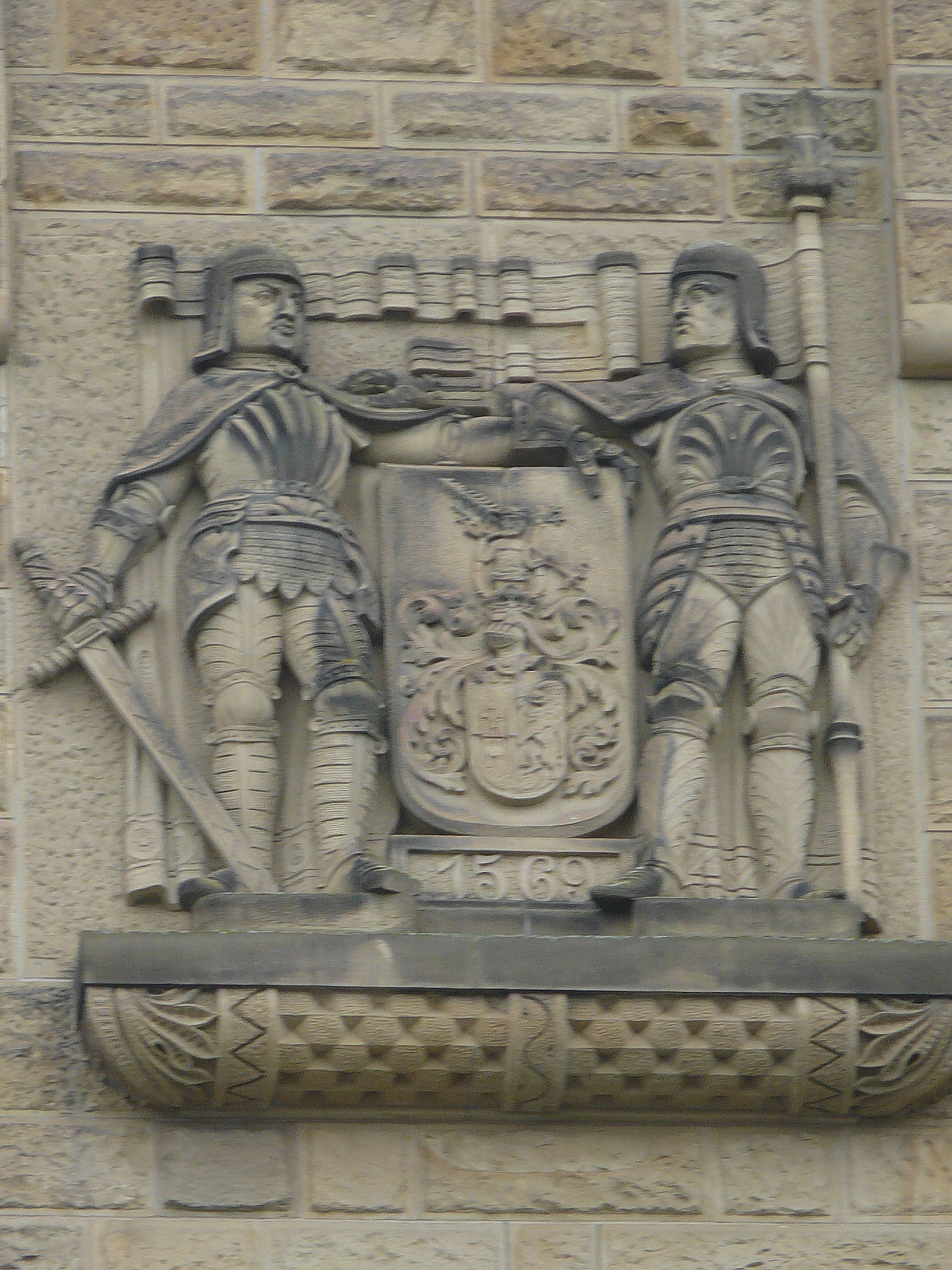
Герб рода фон Вальдтхаузен, высеченный из камня и размещённый на фасаде замка

В 1908 году фон Вальдтхаузен купил около 95 гектаров в Леннебергвальде за крупную сумму в 161 000 марок у властей муниципалитета Буденхайм. Строительство замка началось в декабре того же года. Основные работы были закончены в январе 1910 года. Кроме замка были построены мастерские, сторожка, конюшни, ангары для экипажей, прачечная и жилые здания для слуг. В своей основе замок Вальдтхаузен напоминал дворцовые замки Гогенштауенов с обязательной крупной квадратной башней, похожей на мощный донжон. Весь комплекс очень характерен для эпохи последних лет существования Германской империи.
Разумеется эффектно должны были выглядеть не только фасады резиденции, но и её интерьеры. Многие предприятия и мастерские в Майнце и Рейнгессене хорошо заработали, выполняя заказы по поставке мебели, светильников, паркета и других предметов внутреннего убранства нового замка. Несколько организаций были вовлечены в расчистку территории, создание просторного парка и проектирование большого террасного дворцового сада с рыбным прудом. По мнению современников, барон потратил в общей сложности колоссальную сумму: 18 миллионов марок.
В 1913 году Мартин фон Вальдтхаузен приобрёл дополнительные участки Леннебергвальда, примыкавшие к своим владениям. Территория его имения стала столь огромной, что из-за её пределов высокая башня замка была уже не видна. Вместе с лесом барону достался построенный ещё в 1840 году охотничий замок Людвигшёэ, который позднее был переоборудован в ресторан.
Как ни удивительно, но уже в 1914 году, после начале Первой мировой войны, Мартин фон Вальдтаузен с семьёй покинул Германию. Он перебрался в Швейцарию и до самой смерти жил там или в Лихтенштейне. После 1914 года барон ни разу не посещал свою роскошную резиденцию.

### Межвоенный период
После окончания Первой мировой войны в замке некоторое время были расквартированы французские оккупационные войска (в 1919 году). Однако по просьбе Мартина фон Вальдтхаузен швейцарские дипломаты обратились к военным властям Франции и солдаты быстро покинули резиденцию.
После смерти Мартина Вильгельма фон Вальдтхаузена (1928) и его супруги Клары (1940) наследники в январе 1941 года продали виллу, включая все хозяйственные постройки и основную часть лесных угодий, организации Национал-социалистическая народная благотворительность. Во время Второй мировой войны по специальной программе в замке размещались матери и дети, которым угрожала опасность бомбардировок или военных действий.

### После Второй мировой войны
После Второй мировой войны замок Вальдтхаузен был конфискован американскими и французскими оккупационными властями. Генерал Мари Жозеф Пьер Кениг, военный губернатор французской зоны оккупации Германии, сделал замок собственной резиденцией. Он оставался фактическим хозяином здания и окрестностей вплоть до завершения срока командования в 1949 году.
После того, как французские войска покинули эту территорию в 1955 году, во владение поместьем вступило Федеральное управление по имуществу. С 1956 по 1978 год замок использовался Федеральной школой ПВО и другими структурами Бундесвера. Здесь появились обширные склады и проводились учения. В 1978 году, когда истёк оговорённый срок размещения в замке военных, власти города Майнц решили выкупить резиденцию и окрестности. Замок Вальдтхаузен и окружающие его земли были объявлены памятником культурного наследия.

## Современное состояние
После Второй мировой войны замок Вальдтхаузен был конфискован сначала американскими, а затем французскими войсками. Военный губернатор французской оккупационной зоны в Германии генерал Мари-Пьер Кениг приказал превратить замок Вальдтхаузен в свою резиденцию, но больше не мог пользоваться виллой, потому что был отозван в 1949 году.
После ухода французов в 1955 году собственность перешла к Федеральному управлению по имуществу. С 1956 по 1978 год он использовался Федеральной школой противовоздушной обороны, а Бундесвер также использовал это место для склада снабжения и для учений по защите от ядерного оружия. В 1978 году город Майнц приобрел дворцовую виллу и прилегающую территорию, и использование бундесвером прекратилось. Замок Вальдтхаузен был поставлен под охрану памятников, и весь комплекс был объявлен зоной памятников.
В декабре 1982 года вся собственность была продана Ассоциации сберегательных касс и жирорайонов Рейнланд-Пфальц, которая в то время базировалась в Майнце. Кроме того, ассоциация перенесла свою штаб-квартиру и администрацию в новое офисное здание, возведенное в замковом парке. Однако замок и все прилегающие здания сберкассы уже несколько лет пустуют. В замке есть только один охранник, который охраняет территорию от вандализма.
Сады и парки вокруг замка Вальдтхаузен находятся в свободном доступе для публики. Общественные мероприятия, такие как выставки, чтения и концерты, также проходят на самой вилле.
Также на участке находится дом Международной полицейской ассоциации.

## Галерея

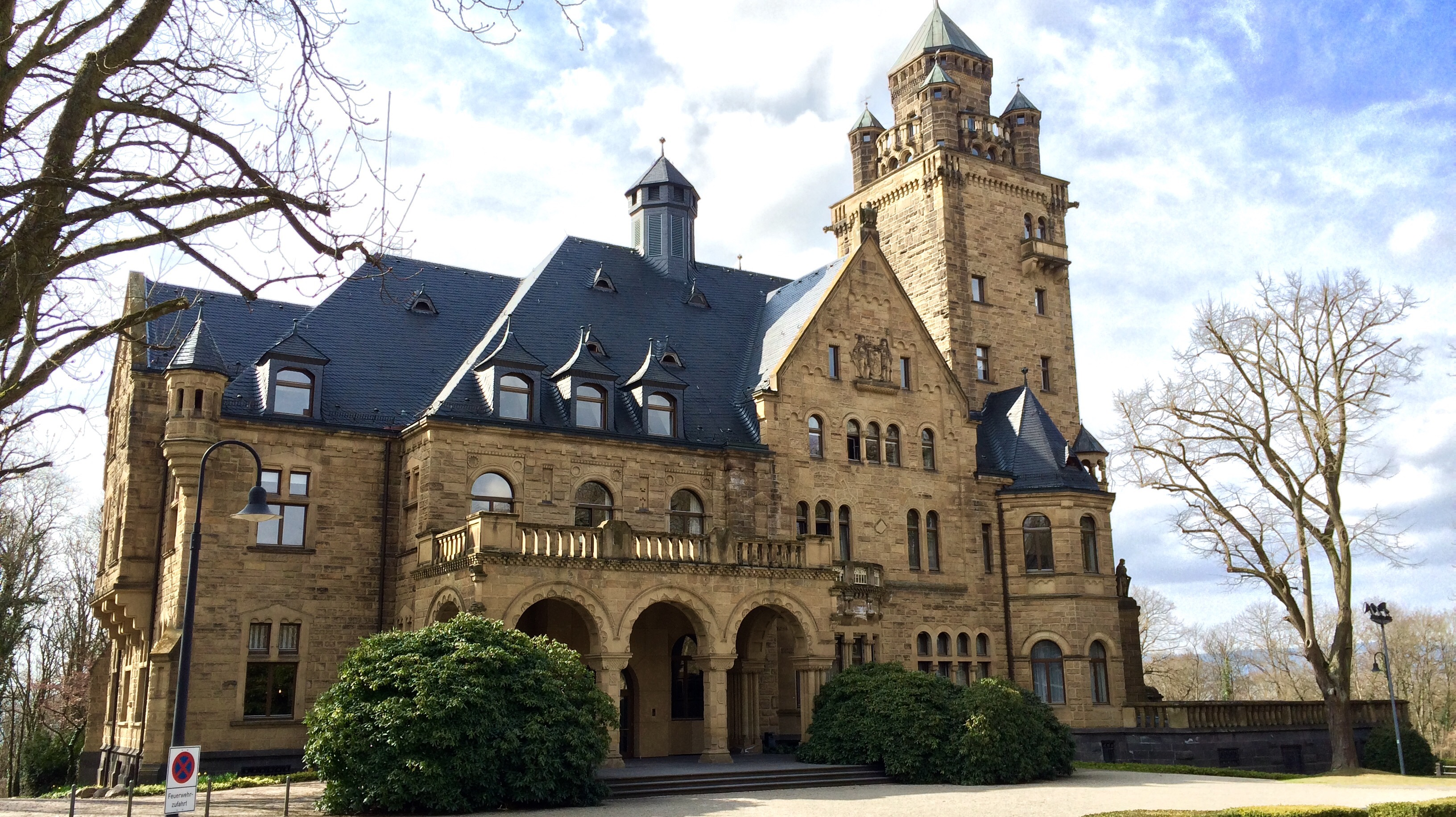
Парадный вход в замок
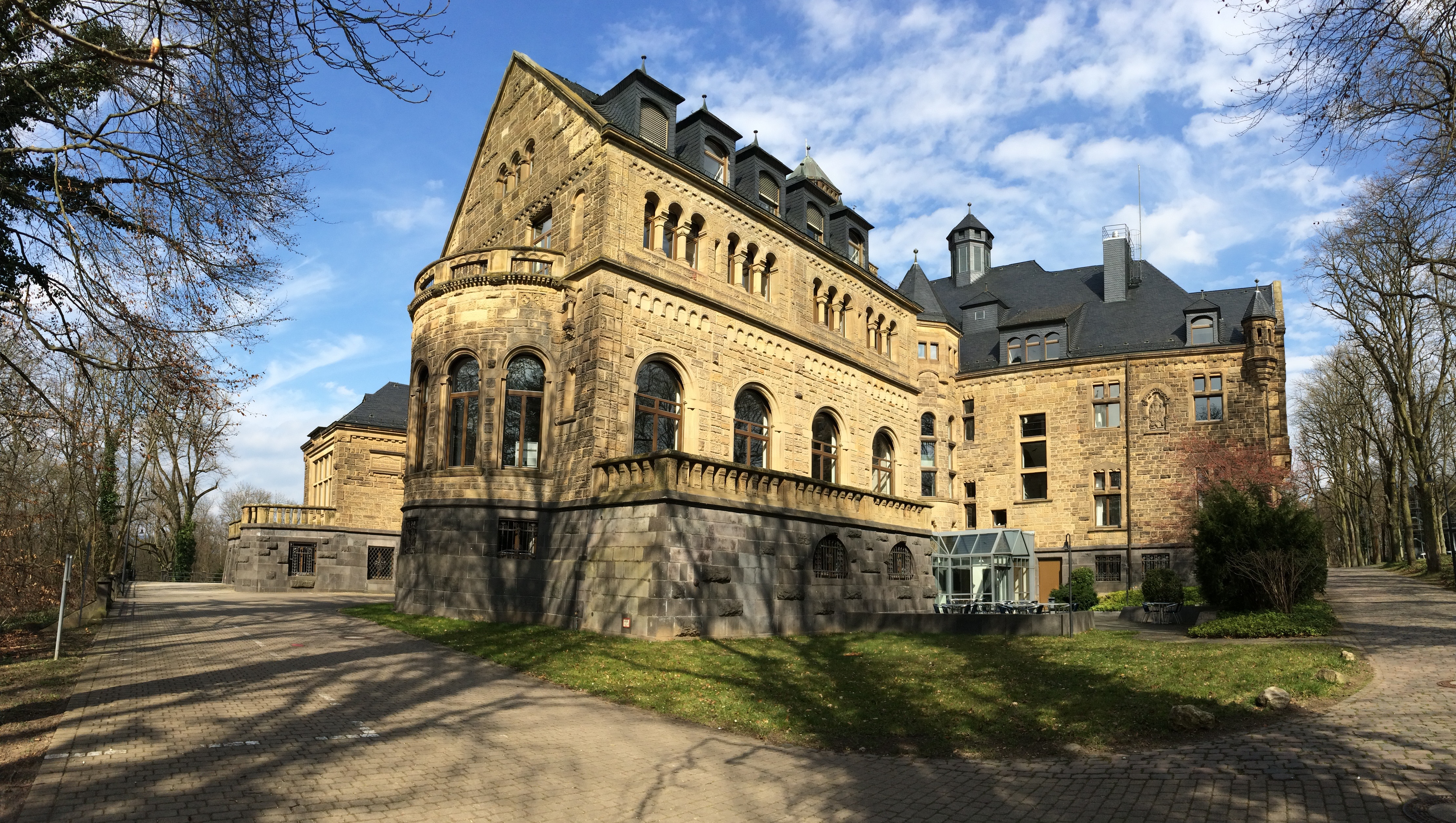
Боковое крыло замка
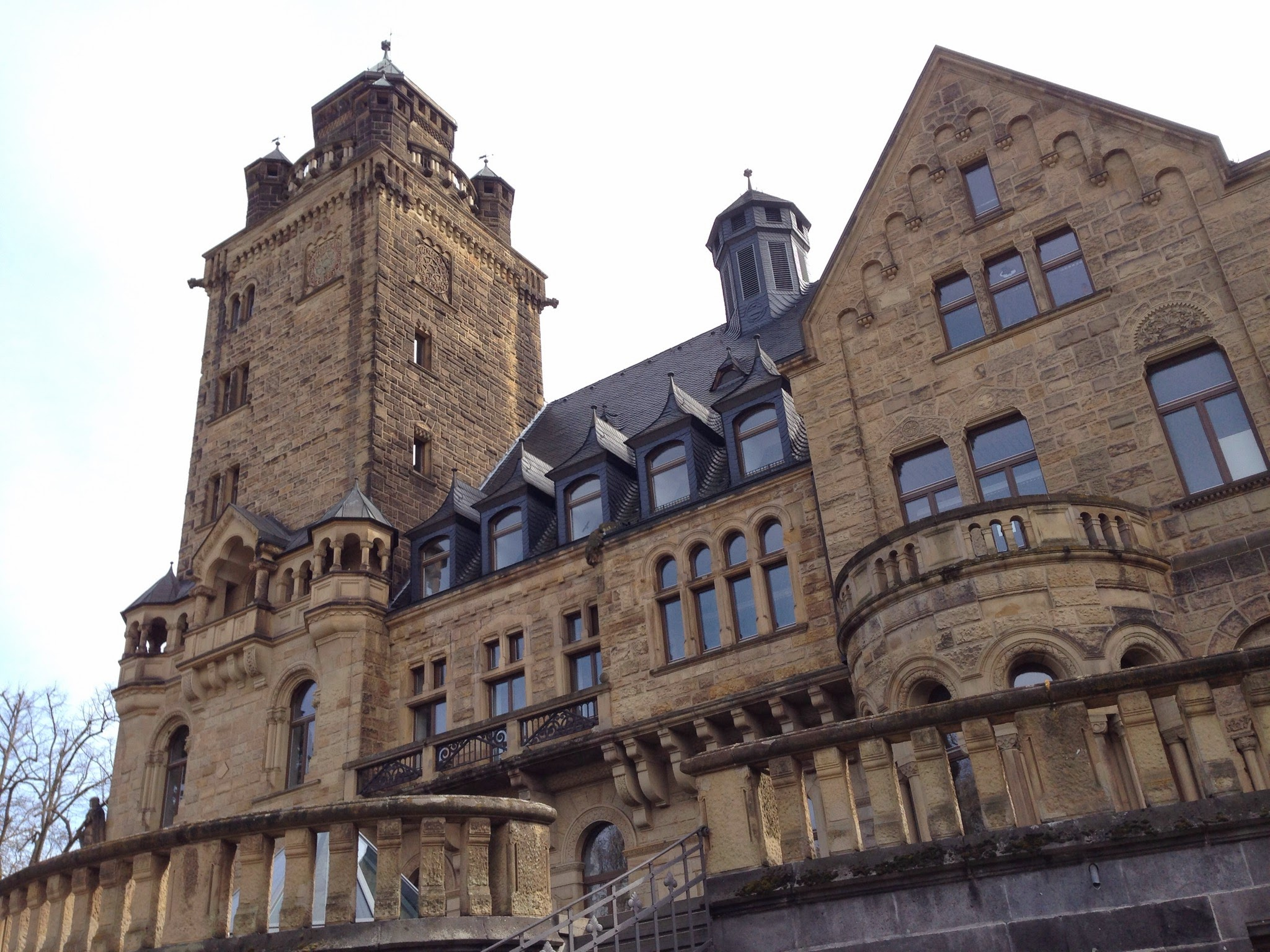
Главная башня.
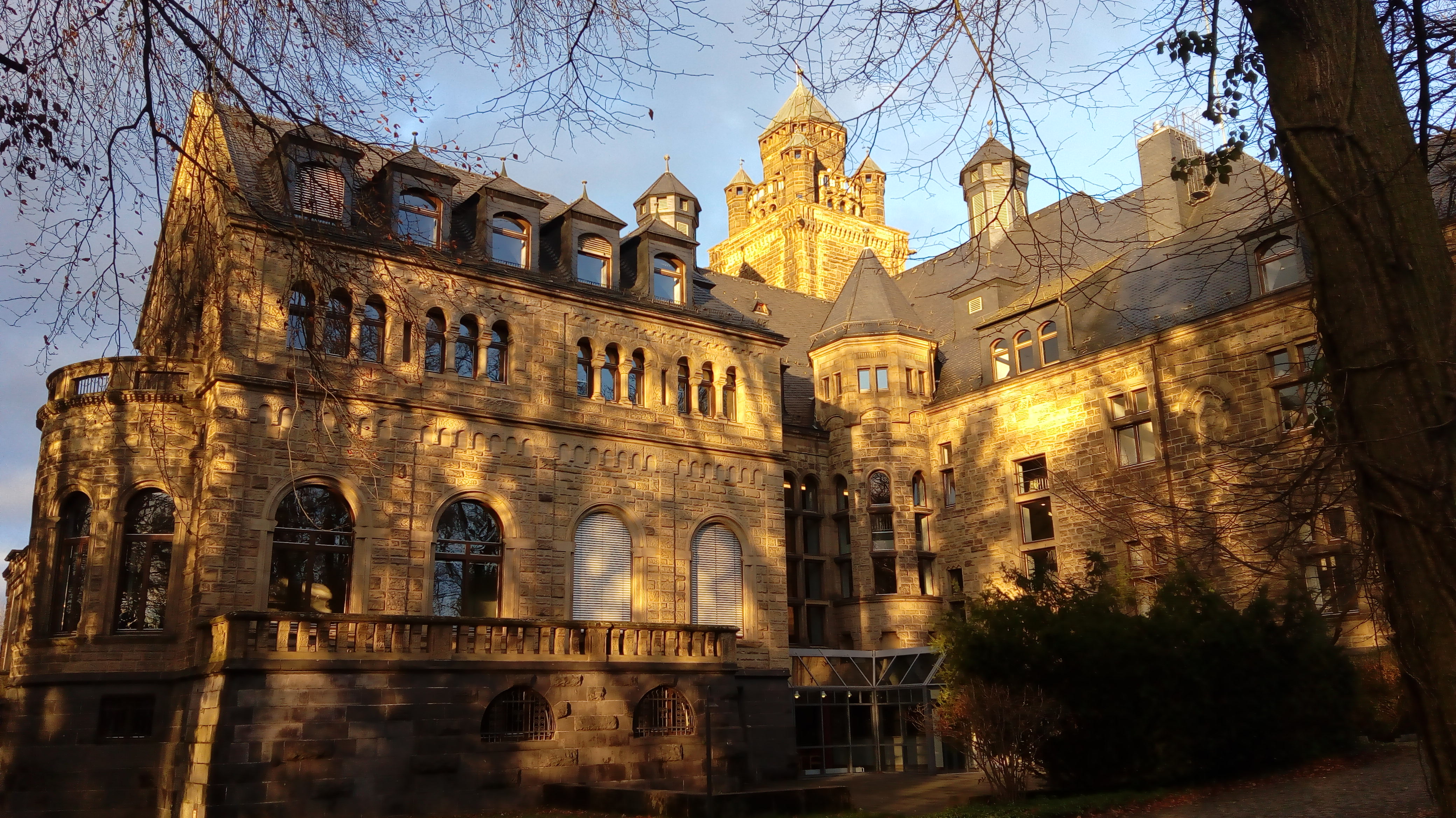
Вид замка вечером.